# Сладкое (озеро, Челябинская область)
Сла́дкое — небольшое озеро близ села Кочердык Октябрьского района Челябинской области. Находится на территории Кочердыкского заказника. Упразднённый памятник природы областного значения. Объём воды — 0,0004 км³. Площадь поверхности — 0,32 км². Высота над уровнем моря — 176,9 м.

## Описание
Ложе озера — суффозионного происхождения, находится в месте мощного наслоения континентальных осадочных пород, формировавшегося в среднем олигоцене и неогене. Предположительно, водоём является сохранившейся частью древнего, более крупного водного образования. Присущая для солевого состава воды Сладкого щёлочность и наличие в нём минеральных грязей указывает на то, что на месте озера существовал изолированный испарительный бассейн, который не мог быть частью древнего моря. Такое происхождение характерно, например, для озёр Кулундинской равнины и Алтая.
В минеральном составе вод озера преобладают ионы натрия, хлора, гидрокарбонатов, бора, другие соли, соединения салициловой кислоты. Вода в Сладком очень мягкая, щелочная, характеризуется повышенной минерализацией. При первом вкусовом ощущении такая вода кажется чуть сладкой, однако устойчивый вкус — солоновато-щелочной.
Рыба и другие животные организмы в озере не водятся. Кроме того, в Сладком нет водорослей. Прибрежные камыши лишены птичьих гнёзд. Берега озера — белые из-за содержащихся в воде веществ. По берегам имеются выходы грунтовых вод. С севера и востока растут берёзы, местами стоят сосны. Из редких растений в окрестностях произрастает лук поникающий.
Решением Челябинского облисполкома № 361 от 6 октября 1987 года Сладкому был придан статус гидрологического памятника природы. Озеро располагается в зоне Кочердыкского заказника, которому в 2009 году был изменён статус — с видового на комплексный (ландшафтный) — именно из-за наличия на его территории статусного озера. В постановлении Правительства Челябинской области от 21 февраля 2008 года «Об утверждении Схемы развития и размещения особо охраняемых природных территорий Челябинской области на период до 2020 года» с озера Сладкого было рекомендовано снятие категории памятника природы — расположен на территории Кочердыкского государственного заказника. Постановлением Законодательного собрания Челябинской области от 27 мая 2010 года статус памятника природы в отношении озера Сладкого был упразднён.
В Октябрьском районе существуют аналогичные по составу вод озёра. Неподалёку от Сладкого есть озёра Кукуй и Душное, но они труднодоступны из-за окружающих водоёмы грязи и зарослей тростника. Более доступны — озёра Крокодилье и Сосновенькое. На территории одного только Кочердыкского сельского поселения кроме Сладкого существуют озёра с названиями Солёное, Горькое, Душное, Пресное, Большое и Малое Кислое.

## Название
Существует несколько легенд о происхождении названия озера. Одна из них гласит, что на озеро вышел отряд пугачёвцев, спасаясь бегством после поражения под Троицкой крепостью. Добравшись до воды, они с жадностью стали пить прохладную и вкусную воду. А на следующий день после купания в озере все раны на телах якобы затянулись. Удивившись этому, пугачёвцы дали название озеру Сладкое, которое впоследствии прижилось.
Если верить другой легенде, на озере побывал сам Емельян Пугачёв, когда его конь получил серьёзное ранение. Атаман, прощаясь, привёл коня к озеру, чтобы напоить. Конь долго пил воду, а затем лёг на берегу раной в грязь. Пугачёв решил, что конь умирает, и уже собирался его пристрелить, чтобы прекратить страдания животного. Когда конь внезапно встал на ноги и отряхнулся, попав сладковатой водой на своего хозяина, атаман воскликнул: «Так ты же у меня сладкий, Буланушка!». С тех пор за озером закрепилась слава целебного, и оно стало называться Сладким.
Пребывание Пугачёва на озере сомнительно. После поражения под Троицком, который находится в 133 километрах от Сладкого, пугачёвцы вынуждены были отступать на запад — противоположную сторону от озера.

## Хозяйственное пользование и туризм

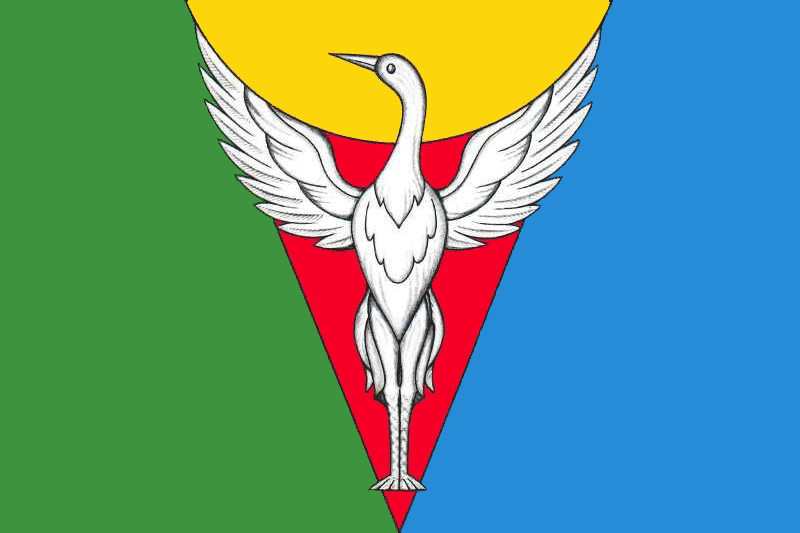
Озеро Сладкое упоминается в обосновании символики герба и флага Октябрьского района

В озёрной воде одежда и бельё сравнительно легко отстирывается даже без мыла, чем с давних пор пользуются местные жители. Высокая щёлочность воды позволяет вывести, например, масляные пятна и мазут.
Лечебные свойства воды и грязей привлекают на озеро Сладкое туристов. Наиболее показано лечение кожных заболеваний, поэтому летом на озере постоянно можно наблюдать множество людей, обмазанных грязью. Кроме того, здесь лечатся от болезней желудка и кишечника, пародонтоза, аллергии, заболеваний опорно-двигательной системы, укрепляют иммунитет, улучшают здоровье волос. На одном берегу существует туристический лесной комплекс. Комплекс состоит из одноэтажных зданий и деревянных домиков и предназначен для организации экономичного отдыха. На другом берегу в летний сезон существует фактически стационарный палаточный лагерь, являющийся объектом неорганизованного туризма.
Известно минимум о двух экспедициях учёных на озеро Сладкое. Во времена Советского Союза специалисты Свердловского НИИ курортологии и физиотерапии высоко оценили местные грязи, но для строительства в этом месте специализированного санатория их количество было признано недостаточным.

## Экологическая обстановка
Наплыв отдыхающих приводит к ненадлежащему пользованию природными ресурсами озера Сладкого и округи. В частности, ведётся самовольная вырубка деревьев, оставляется неубранный мусор. Отсутствуют места организованной свалки мусора и туалеты, в результате чего весной в озеро попадает накопившаяся грязь, переносимая талыми водами. По словам главы администрации села Кочердык, попытки организовать минимум удобств для людей оканчивались ничем. Отмечена незаконная добыча лечебных грязей озера, в том числе экскаваторами, после чего ценный ресурс вывозится целыми машинами и тоннами продаётся в Челябинске и Екатеринбурге.